# Luke Harper & Erick Rowan
Palmarès
1 fois Champion par équipe de la NXT
1 fois Champion par équipe de SmackDown
Luke Harper & Erick Rowan (anciennement The Bludgeon Brothers) était une équipe de catcheurs heel composée de Luke Harper et Erick Rowan. Ils travaillaient à la World Wrestling Entertainment.
Ensemble, ils ont remporté les NXT Tag Team Championships (1) et les WWE SmackDown Tag Team Championships (1).

## Carrière

### The Wyatt Family (2012-2016)

#### Débuts et NXT Tag Team Champions (2012-2013)
Les deux hommes ont d'abord combattu ensemble au sein de la Wyatt Family à la NXT. Ils ont remportés le titre par équipe de la NXT le 9 mai 2013 face à Neville et Bo Dallas.
Le 17 juillet, ils perdent le titre par équipe face à Neville et Corey Graves.

#### Débuts dans le roster principal (2013-2014)

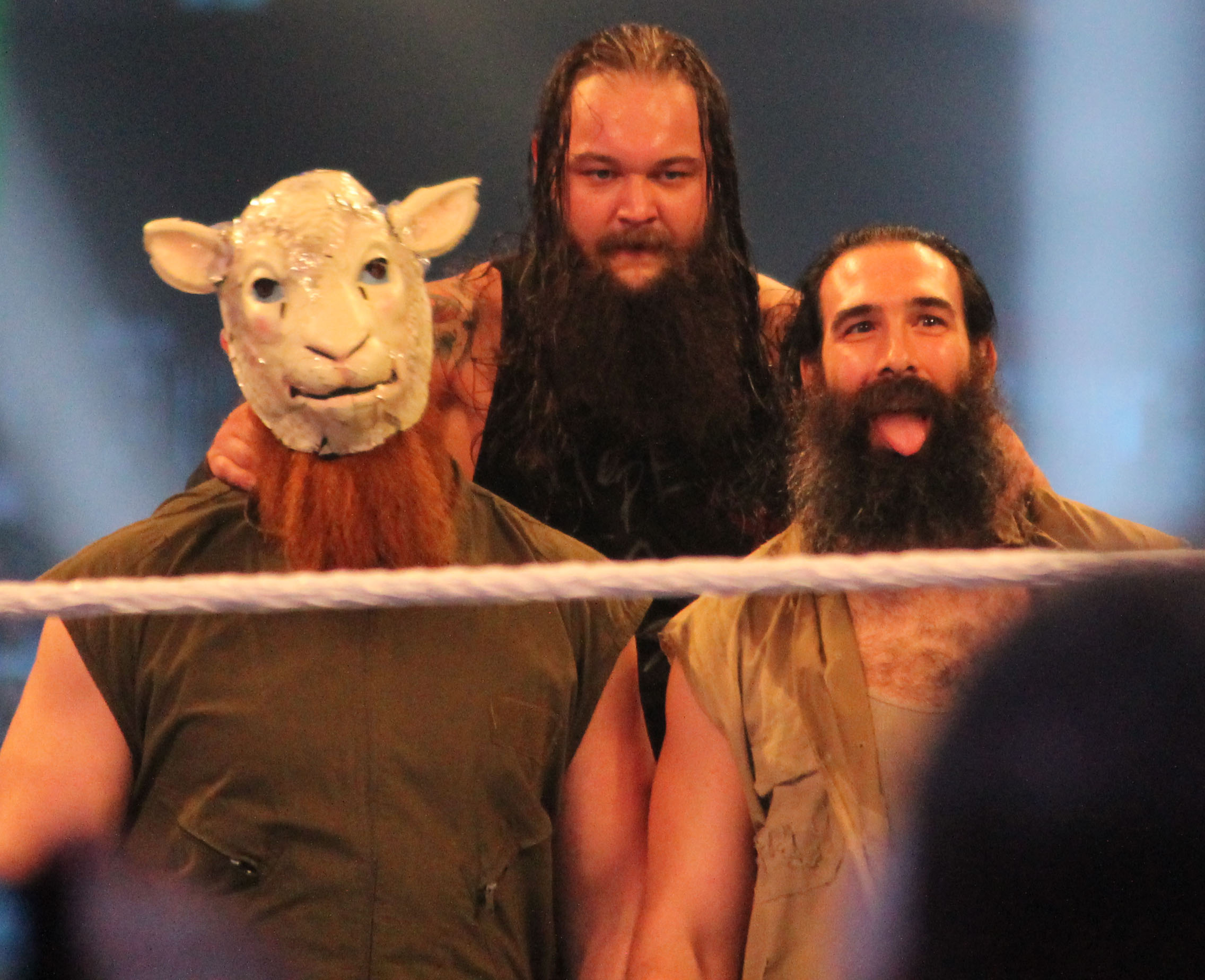
De gauche à droite : Erick Rowan, Bray Wyatt et Luke Harper.

Le trio fait ses débuts dans le roster principal à l'été 2013. Ils commencent d'abord à attaquer divers catcheurs, jusqu'à leur première grosse rivalité face à Kane, que Bray Wyatt battra lors de SummerSlam dans un Inferno match. Les trois hommes entament ensuite une rivalité contre CM Punk et Daniel Bryan. Lors de TLC, ils battent Bryan dans un 3-on-1 Handicap Match.
Lors du Royal Rumble, Bray Wyatt bat Daniel Bryan, tandis que Luke Harper et Erick Rowan participent au Royal Rumble match sans succès.
Lors d'Elimination Chamber, ils battent The Shield.
Durant les pay-per-view suivants, ils accompagnent Bray Wyatt dans ses matchs face à John Cena.
Lors de Money in the Bank, Luke Harper et Erick Rowan perdent face aux Usos et ne remportent donc pas les WWE Tag Team Championship. Lors de Battleground, Luke Harper et Erick Rowan perdent une nouvelle fois face aux Usos, cette fois-ci dans un 2-out-of-3 falls match et ne remportent donc toujours pas les titres par équipe.
Quelques mois plus tard, le groupe se dissout.
Lors des Survivor Series, Erick Rowan est dans l'équipe de John Cena, tandis que Luke Harper est dans l'équipe de l'Autorité, l'équipe Cena sort vainqueur de cette confrontation.

#### Reformation de la famille Wyatt (2015-2016)

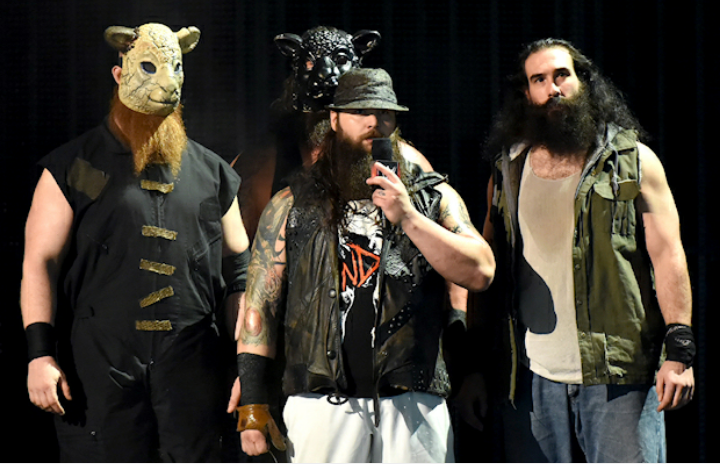
Erick Rowan (à gauche), Bray Wyatt (au milieu, devant Braun Strowman) et Luke Harper (à droite).

La famille Wyatt se reforme à l'été 2015, avec un nouveau membre, portant un masque de mouton noir, qui se révèle être Braun Strowman. 
Lors de SummerSlam, Luke Harper et Bray Wyatt perdent face à Roman Reigns et Dean Ambrose.
Lors de Night of Champions, Luke Harper, Bray Wyatt et Braun Strowman battent Roman Reigns, Dean Ambrose et Chris Jericho.
Lors de Survivor Series, Bray Wyatt et Luke Harper accompagnés de Braun Strowman et Erick Rowan perdent face aux Brothers of Destruction.
Lors de TLC, ils battent les ECW Originals dans un 8-man Elimination Tables match.
Le 21 mars, Luke Harper se blesse au genou lors d'un dark match, l'éloignant du ring pour une durée de 6 mois.

### The Bludgeon Brothers (2017-2018)

#### Débuts et SmackDown Tag Team Champions (2017-2018)

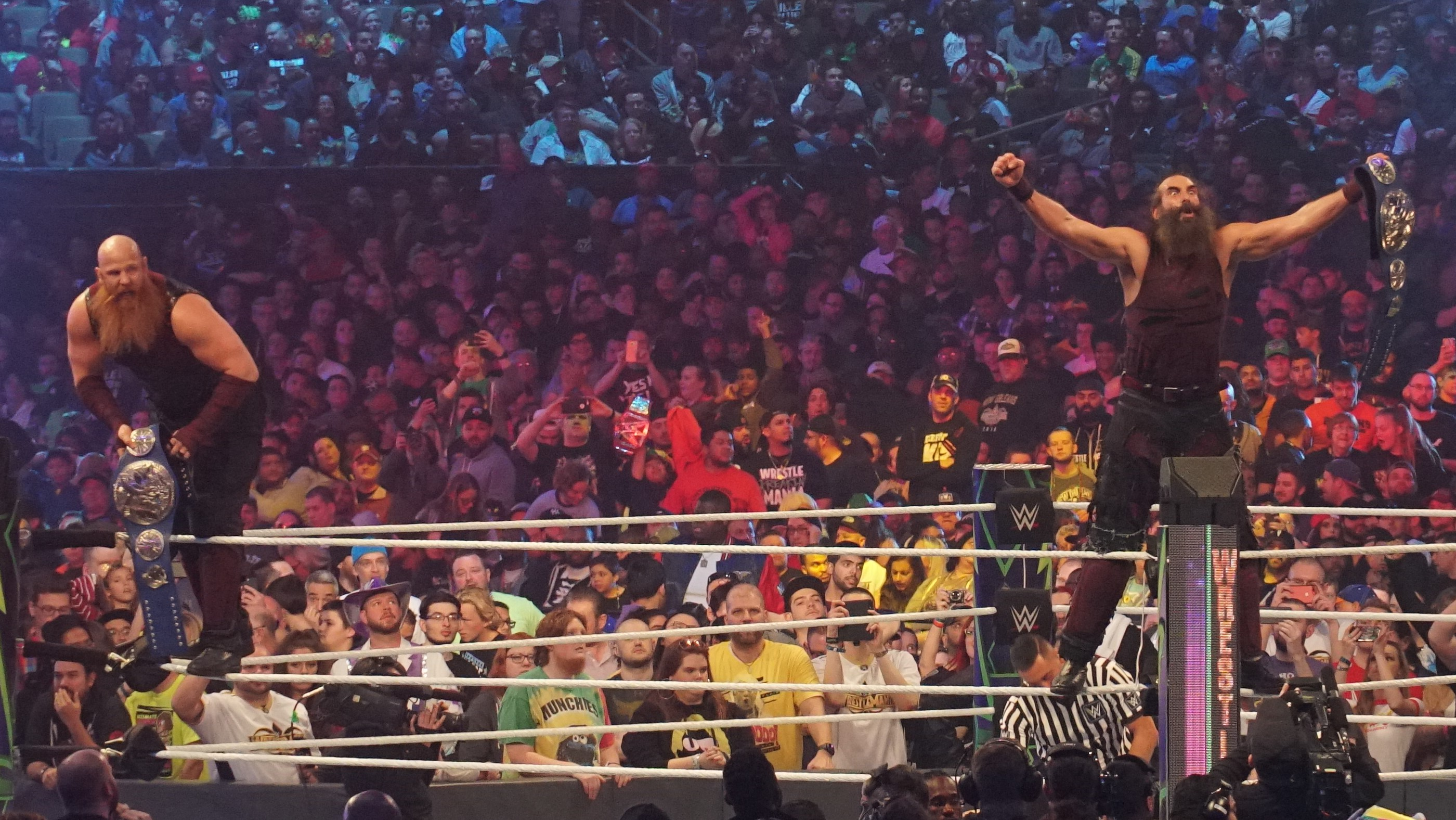
Rowan (à gauche) et Harper (à droite), remportant les titres par équipes de SmackDown à WrestleMania 34.

Lors du SmackDown Live du 10 octobre, Harper et Rowan font une apparition, annonçant leurs nouvelle équipe « Bludgeon Brothers ». La WWE ne mentionne plus « Luke » et « Erick », donc leur nom sont maintenant « Harper » et « Rowan ».
Lors de Clash of Champions, ils battent Breezango.
Lors de Fastlane, ils attaquent les Usos et le New Day au milieu de leur match.
Le 8 avril à WrestleMania 34, ils battent les Usos et le New Day (Big E et Kofi Kingston) et remportent les WWE SmackDown Tag Team Championship.
Le 17 juin lors de Money in the Bank, ils battent Luke Gallows et Karl Anderson et conservent leurs titres.
Le 15 juillet à Extreme Rules, ils conservent leurs titres en battant la Team Hell No (Kane & Daniel Bryan) après les avoir attaqué plus tôt dans la soirée.

#### Perte des titres et dissolution de l'équipe (2018)
Le 21 août à SmackDown Live, ils perdent leurs titres par équipe contre le New Day (Kofi Kingston et Xavier Woods) au cours d'un no disqualification match.
Après SummerSlam, il est annoncé que Rowan s'est blessé au biceps, qu'il doit se faire opérer et qu'il devra donc s'absenter pendant 4 à 6 mois. Rowan reviendra en janvier 2019 au Royal Rumble en aidant Daniel Bryan à conserver son titre face à AJ Styles. Il fera ensuite une alliance avec Daniel Bryan sans Harper, ce qui signe la fin des Bludgeons Brothers.

### Nouvelle Alliance (2019)

#### Retour (2019)
Lors de Clash of Champions, Erick Rowan bat Roman Reigns grâce à une intervention de Luke Harper.
Lors de Hell in a Cell, Harper et Rowan perdent contre Bryan et Reigns.

## Palmarès
- World Wrestling Entertainment

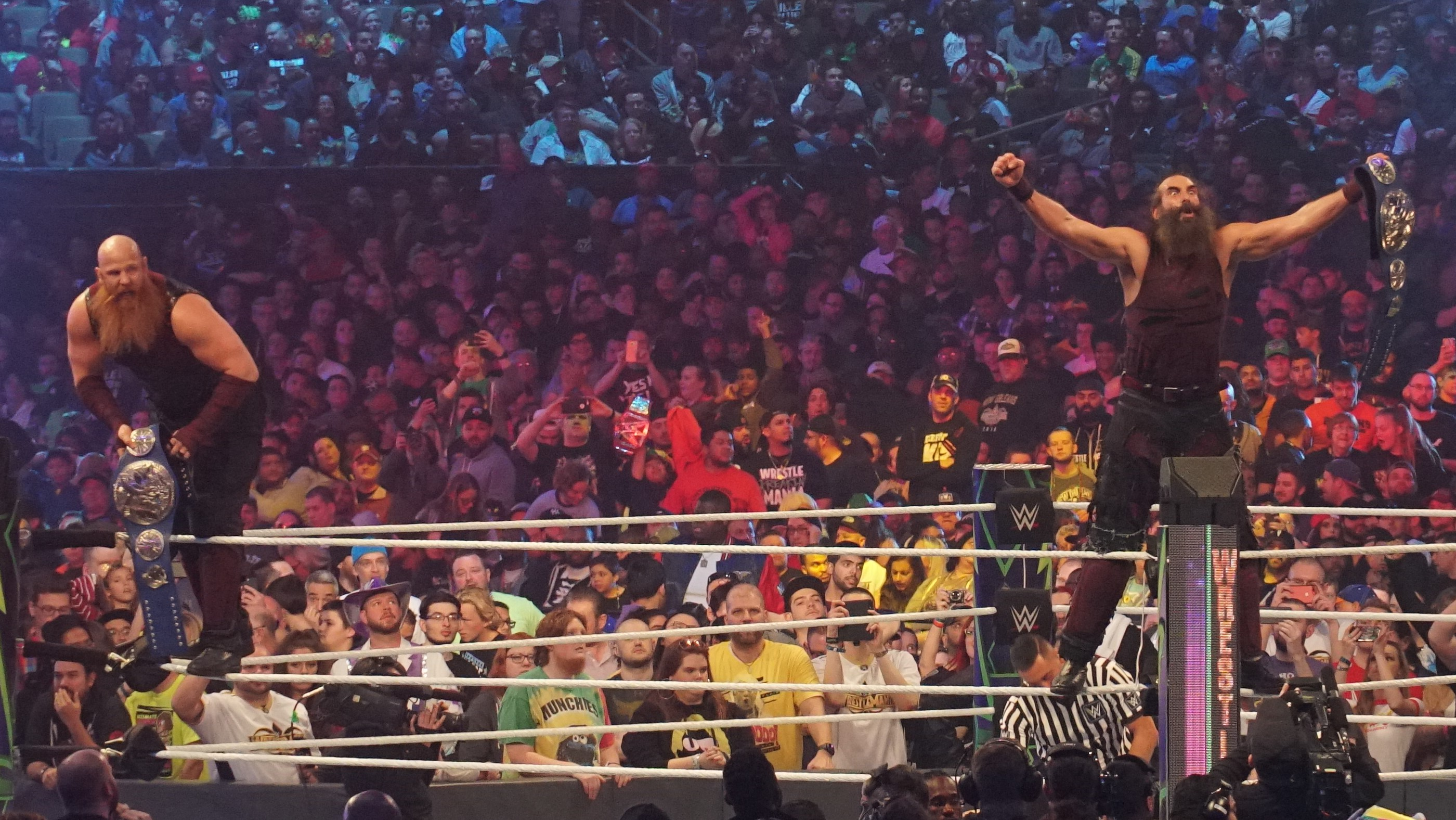
The Bludgeon Brothers après avoir remporté les SmackDown Tag Team Championship à WrestleMania 34.

  - 1 fois Champions par équipe de la NXT
  - 1 fois Champions par équipe de SmackDown